# إرنا شلوتر
إرنا شلوتر (بالألمانية: Erna Schlüter)‏ (و. 1904 – 1969 م) هي مغنية ألمانية، ولدت في أولدنبورغ، توفيت في هامبورغ، عن عمر يناهز 65 عاماً.

## روابط خارجية
- إرنا شلوتر على موقع ميوزك برينز (الإنجليزية)
- إرنا شلوتر على موقع أول ميوزيك (الإنجليزية)
- إرنا شلوتر على موقع ديسكوغز (الإنجليزية)